# 노르벨로

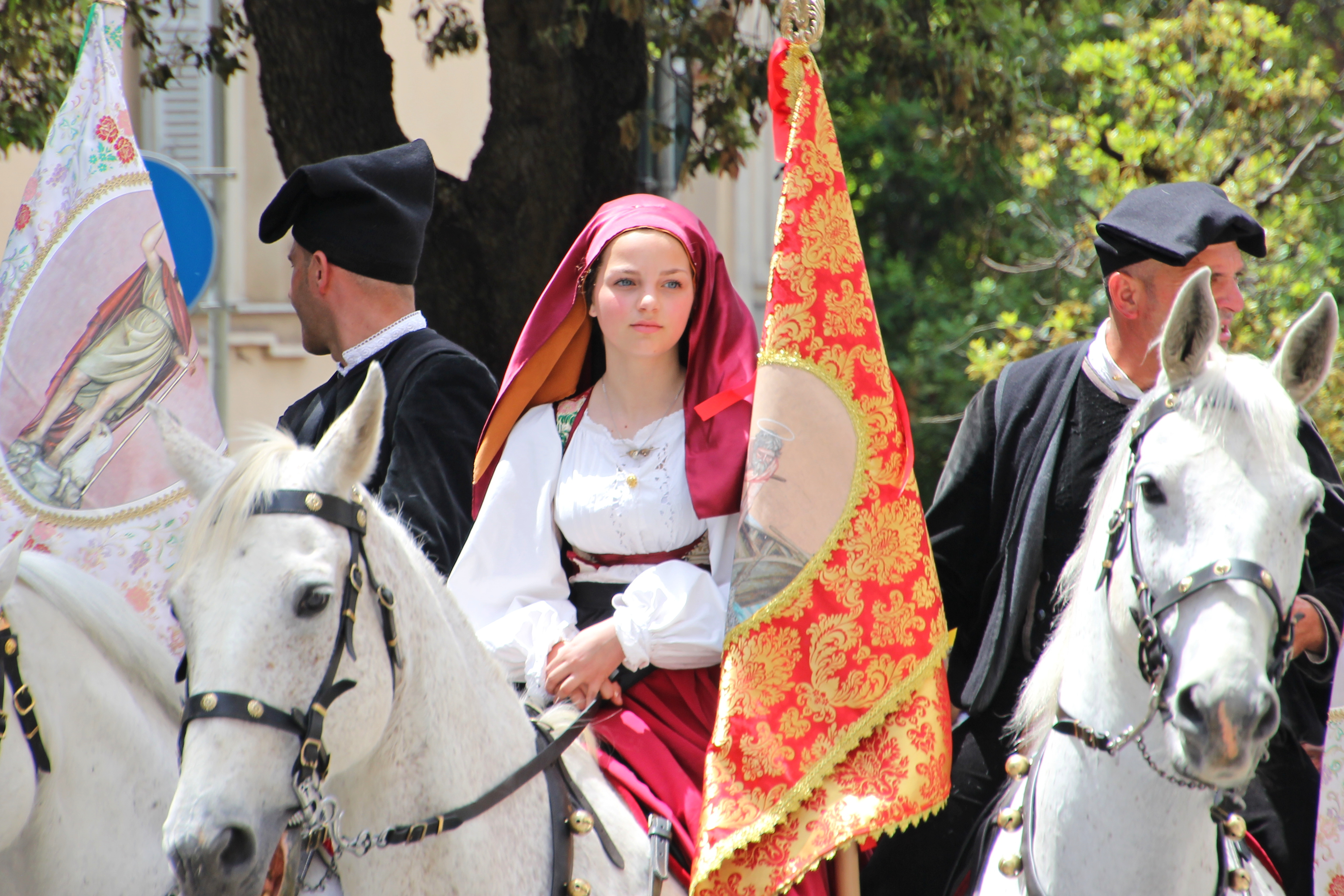
노르벨로의 전통 의상

노르벨로(Norbello, 사르데냐어: Norghiddo)는 이탈리아 사르데냐 주 오리스타노도에 있는 코무네이다. 칼리아리에서 북쪽으로 약 100 킬로미터 (62 mi), 오리스타노에서 북동쪽으로 약 35 킬로미터 (22 mi) 떨어져 있다. 2004년 12월 31일 기준으로 인구는 1,208명이고 면적은 26.1 제곱킬로미터 (10.1 mi2)이다.
노르벨로는 다음 지자체들과 접해 있다: 아바산타, 아이도마조레, 보로레, 길라르차, 산투루수르주.